# Francesco Susinno
Francesco Susinno (1660-1670 - vers 1739) est un peintre et un écrivain italien de la fin du XVIIe et du début du XVIIIe siècle, qui fut le biographe des peintres de Messine du XVIe siècle.

## Biographie
Prêtre et chapelain, Francesco Susinno se consacra à la peinture pendant un séjour à Naples et, ensuite, vers 1700, il rencontra à Rome Carlo Maratta. Les allusions répétées et précises ayant trait à des œuvres vues à Messine et dans sa province, à Catane, à Palerme, à Syracuse et dans la Calabre voisine, montrent qu'il a fait souvent des voyages d’étude.
On ne connaît pas la date précise de sa mort, peut-être quelques années après la rédaction de son manuscrit Le Vite dei Pittori Messinesi achevé en 1724.
En 1960, le manuscrit fut récupéré par Valentino Martinelli au Kupferstichkabinett du Kunstmuseum de Bâle.
Les Vite de' pittori messinesi est une source précieuse d'informations sur l'activité et l'histoire de peintres comme Michelangelo Merisi dit Le Caravage, Polidoro Caldara, Antonello da Messina, ...